# Ciclo Vuilleumier
O Ciclo Vuilleumier é um ciclo termodinâmico com aplicações em baixa-temperatura. Em alguns respectos assemelha-se com o Ciclo Stirling ou motor,embora tenha dois deslocadores com uma ligação mecânica conectada se por comparada para um no Ciclo Stirling. O deslocador é maior do que o deslocador resfriador. O acoplamento mantém o apropriado a diferença de fase. Os deslocadores não trabalham, adinal, não tem pistões.  Assim, não é necessário trabalho em um caso ideal operar o ciclo. Na realidade a fricção e outras perdas  significa que algum trabalho é necessária.
Os dispositivos que operam no ciclo tem habilidade para produzir uma termperatura termodinâmica tão baixo como 15 K usando nitrogênio líquido para o pré-resfriamento. Sem a pre-refrigeração de 77 K foi alcançada com um fluxo de calor de 1 W.
O ciclo estava em sua primeira patente em 1918, e depois era Leiden por KW Taconis em 1951.